# 何勇 (歌手)
何勇（1969年2月15日— ），中國大陸摇滚音乐人。北京人。

## 經歷
出生时家里是四世同堂的局面。少年时代曾参加儿童电影、电视剧以及广告片的拍摄。
初中时期产生强烈的厌学情绪，初中毕业后即离开学校，再没有进行学业。1994年出版他的唯一一张专辑《垃圾场》（又名《麒麟日记》）。
窦唯、张楚、何勇因1994年台湾魔岩文化同时出版的三张专辑而被称为“魔岩三杰”。并同窦唯、张楚以及唐朝乐队在香港紅磡體育館举办震惊华语乐坛的“摇滚中国势力”演出。
1994年，魔岩三杰曾在香港红磡体育馆舉行演唱會，成為第一個在紅磡體育館舉行演唱會的內地歌手（組合），當時三人在香港亦被認為是具有強烈的叛逆搖滾風格，其中在演唱會中三人曾叫喧挑戰當時如日中天的四大天王。何勇更是以一句話“四大天王中除了張學友外都是小丑”而令整個香港樂壇為之震驚，這也使他之後難以在香港樂壇立足。
1996年，何勇在中国北京首都体育馆的一次颁奖晚会上演唱歌曲《姑娘漂亮》，其间向该年度被中国全国妇联授予“全国‘三八’红旗手”称号的公共汽车售票员李素丽说了句不该说的话：“李素丽你漂亮吗？”此话在当时中国大陆政治局势下被认为是在拿政府树立的形象调侃。何勇也因此受到有关当局的严厉批评，从此之后，他再未在北京的舞台上参与过大型演出。此事随后何勇几乎销声匿迹，曾据传混迹在深圳酒吧。当何勇在2004年回忆起这件事时，他说：“当时最大的问题是心态上的，这么多年搞摇滚，可能在地下呆惯了，那次演出是一个进入主流的机会，但是我拒绝了。” 
2002年春节前夕，何勇在家中焚火被邻居举报而进了看守所。一周后，他又被送入精神病院开始了长达1个多月的强制治疗，出院后在很长一段时期内也仍然持续着药物治疗。
十年后于2005年初底预发起纪念红磡十年的演出，结果附和者寥寥。
何勇的音乐风格被称为“金属朋克”，这种风格在1994年中国的当时显得十分张扬。